# Aethalops
Aethalops (kortneusvleerhonden) is een geslacht uit de familie van de vleerhonden.  
Kortneusvleerhonden komen voor in Zuid-Azië en Zuidoost-Azië, van Pakistan tot de Filipijnen. De soorten uit dit geslacht behoren tot de kleinste onder de vruchtenetende vliegende honden.

## Soorten
Er worden twee soorten in dit geslacht geplaatst:
- Aethalops aequalis
- Aethalops alecto

Acerodon · Aethalops · Alionycteris · Aproteles · Balionycteris · Casinycteris · Chironax · Cynopterus · Desmalopex · Dobsonia · Dyacopterus · Eidolon · Eonycteris · Epomophorus · Epomops · Haplonycteris · Harpyionycteris · Hypsignathus · Latidens · Lissonycteris · Macroglossus · Megaloglossus · Melonycteris · Micropteropus · Mirimiri · Myonycteris · Nanonycteris · Neopteryx · Notopteris · Nyctimene · Otopteropus · Paranyctimene · Penthetor · Plerotes · Ptenochirus · Pteralopex · Pteropus · Rousettus · Scotonycteris · Sphaerias · Styloctenium · Syconycteris · Thoopterus